# Primera "A" (AFP)
La Primera "A" constituye el tercer nivel de competición del sistema de ligas de fútbol de Bolivia y es la primera categoría regional en el departamento de Potosí. Su organización depende de la Asociación de Fútbol Potosí.

## Historial
| Temporada   | Campeón                  | Subcampeón               | Notas       |
| Era amateur | Era amateur              | Era amateur              | Era amateur |
| ----------- | ------------------------ | ------------------------ | ----------- |
| 1918        | Pichincha                | Estrella Roja            |             |
| 1919        | Pichincha                | Estrella Roja            |             |
| 1920        | Sporting Potosí          | Nimbles Potosí           |             |
| 1921        | American Royal           | River Plate Potosí       |             |
| 1922        | Liga Comercial           | Stormers Petrolero       |             |
| 1923        | Stormers Petrolero       | Liga Comercial           |             |
| 1924        | Highland Players         | Potosí Strong            |             |
| 1925        | Highland Players         | American Royal           |             |
| 1926        | Municipal                | Highland Players         |             |
| 1927        | Highland Players         | Municipal                |             |
| 1928        | Highland Players         | American Royal           |             |
| 1929        | Highland Players         | Liga Comercial           |             |
| 1930        | Independiente Unificada  | Highland Players         |             |
| 1931        | Independiente Unificada  | Highland Players         |             |
| 1932        | Independiente Unificada  | Municipal                |             |
| 1933        | GUERRA DEL CHACO         |                          |             |
| 1934        | GUERRA DEL CHACO         |                          |             |
| 1935        | American Royal           | Highland Players         |             |
| 1936        | Highland Players         | American Royal           |             |
| 1937        | Highland Players         | Sporting Potosí          |             |
| 1938        | Sporting Potosí          | Municipal                |             |
| 1939        | American Royal           | Liga Comercial           |             |
| 1940        | Municipal                | Liga Comercial           |             |
| 1941        | Municipal                | Highland Players         |             |
| 1942        | Liga Comercial           | Municipal                |             |
| 1943        | Liga Comercial           | Sporting Potosí          |             |
| 1944        | Municipal                | Nacional Potosí          |             |
| 1945        | Highland Players         | Bamin                    |             |
| 1946        | Highland Players         | Independiente Unificada  |             |
| 1947        | Bamin                    | Highland Players         |             |
| 1948        | Independiente Unificada  | Stormers Petrolero       |             |
| 1949        | Independiente Unificada  | Bamin                    |             |
| 1950        | Nacional Potosí          | Stormers Petrolero       |             |
| 1951        | Bamin                    | Sporting Potosí          |             |
| 1952        | Nacional Potosí          | Independiente Unificada  |             |
| 1953        | Nacional Potosí          | Bamin                    |             |
| 1954        | Bamin                    | Nacional Potosí          |             |
| 1955        | Bamin                    | Nacional Potosí          |             |
| 1956        | Sporting Potosí          | American Royal           |             |
| 1957        | Municipal                | Independiente Unificada  |             |
| 1958        | Independiente Unificada  | Stormers Petrolero       |             |
| 1959        | Independiente Unificada  | Alianza Litoral          |             |
| 1960        | Wilstermann Cooperativas | Casegural                |             |
| 1961        | Nacional Potosí          | Rotativo                 |             |
| 1962        | Alianza Litoral          | Stormers San Lorenzo     |             |
| 1963        | Alianza Litoral          | Independiente Unificada  |             |
| 1964        | Ingenio                  | Ferroviario              |             |
| 1965        | Ingenio                  | Independiente Unificada  |             |
| 1966        | Universitario de Potosí  | Tumilkys                 |             |
| 1967        | Wilstermann Cooperativas | Municipal                |             |
| 1968        | Stormers Petrolero       | Universitario de Potosí  |             |
| 1969        | Universitario de Potosí  | Independiente Unificada  |             |
| 1970        | Independiente Unificada  | Universitario de Potosí  |             |
| 1971        | Universitario de Potosí  | Wilstermann Cooperativas |             |
| 1972        | Independiente Unificada  | Stormers Petrolero       |             |
| 1973        | Independiente Unificada  | Stormers Petrolero       |             |
| 1974        | Independiente Unificada  | Wilstermann Cooperativas |             |
| 1975        | Independiente Unificada  | Wilstermann Cooperativas |             |
| 1976        | Independiente Unificada  | Universitario de Potosí  |             |
| 1977        | Universitario de Potosí  | Wilstermann Cooperativas |             |
| 1978        | Wilstermann Cooperativas | Universitario de Potosí  |             |
| 1979        | Universitario de Potosí  | Wilstermann Cooperativas |             |
| 1980        | Stormers San Lorenzo     | Primero de Mayo          |             |
| 1981        | Primero de Mayo          | Wilstermann Cooperativas |             |
| 1982        | Primero de Mayo          | Bamin                    |             |
| 1983        | Wilstermann Cooperativas | Stormers San Lorenzo     |             |
| 1984        | Wilstermann Cooperativas | Universitario de Potosí  |             |
| 1985        | Bamin                    | Ferrocarril del Sur      |             |
| 1986        | Municipal                | Universitario de Potosí  |             |
| 1987        | Universitario de Potosí  | Primero de Mayo          |             |
| 1988        | Universitario de Potosí  | Real Potosí              |             |
| 1989        | Independiente Unificada  | Real Potosí              |             |
| 1990        | Real Potosí              | Municipal                |             |
| 1991        | Real Potosí              | Real Senac               |             |
| 1992        | Independiente Unificada  | Municipal                |             |
| 1993        | Municipal                | Real Senac               |             |
| 1994        | Municipal                | Universitario de Potosí  |             |
| 1995        | Real Potosí              | Alianza Litoral          |             |
| 1996        | Real Potosí              | Municipal                |             |
| 1997        | Real Potosí              | Municipal                |             |
| 1998        | Municipal                | Real Villazón            |             |
| 1999        | Municipal                | Universitario de Potosí  |             |
| 2000        | Municipal                | Nacional Potosí          |             |
| 2001        | Municipal                | Universitario de Potosí  |             |
| 2002        | Nacional Potosí          | Universitario de Potosí  |             |
| 2003        | Universitario de Potosí  | Nacional Potosí          |             |
| 2004        | Nacional Potosí          | Universitario de Potosí  |             |
| 2005        | Universitario de Potosí  | Stormers San Lorenzo     |             |
| 2006        | Nacional Potosí          | Municipal                |             |
| 2007        | Nacional Potosí          | Universitario de Potosí  |             |
| 2008        | Nacional Potosí          | Stormers San Lorenzo     |             |
| 2009        | Stormers San Lorenzo     | Universitario de Potosí  |             |
| 2010        | Nacional Potosí          | Universitario de Potosí  |             |
| 2011        | Stormers San Lorenzo     | Universitario de Potosí  |             |
| 2011/12     | Wilstermann Cooperativas | Emilio Alave             |             |
| 2012/13     | Emilio Alave             | Wilstermann Cooperativas |             |
| 2013/14     | Wilstermann Cooperativas | Emilio Alave             |             |
| 2014/15     | Wilstermann Cooperativas | INTERFI                  |             |
| 2015/16     | Rosario Central          | Wilstermann Cooperativas |             |
| 2016/17     | Wilstermann Cooperativas | Stormers San Lorenzo     |             |
| 2018        | Ferrocarril Palmeiras    | Rosario Central          |             |
| 2019 I      | Stormers San Lorenzo     | Wilstermann Cooperativas |             |
| 2019 II     | Stormers San Lorenzo     | Deportivo Cervecería     |             |
| 2021        | Rosario Central          | Ferrocarril Palmeiras    |             |
| 2021/22     | Wilstermann Cooperativas | Deportivo JUVA           |             |
| 2023 I      | Stormers San Lorenzo     | Real Potosí              |             |
| 2023 II     | Real Potosí              | Wilstermann Cooperativas |             |
| 2024        | Wilstermann Cooperativas | Real Potosí              |             |

## Palmarés
| Club                           | Títulos | Temporadas Título                                        | Subtítulos | Temporadas Subtítulo                      |
| ------------------------------ | ------- | -------------------------------------------------------- | ---------- | ----------------------------------------- |
| Nacional Potosí                | 7       | 1961, 2002, 2004, 2006, 2007, 2008, 2010.                | 2          | 2000, 2003.                               |
| Municipal                      | 7       | 1986, 1993, 1994, 1998, 1999, 2000, 2001.                | 5          | 1990, 1992, 1996, 1997, 2006.             |
| Independiente Unificada        | 8       | 1930, 1931, 1932, 1970, 1972, 1975, 1989, 1992.          | 0          | –                                         |
| Real Potosí                    | 6       | 1990, 1991, 1995, 1996, 1997, 2023.                      | 2          | 1989, 2024.                               |
| Stormers San Lorenzo           | 5       | 1973, 2009, 2011, 2019.                                  | 4          | 1972, 2005, 2008, 2016/2017.              |
| Wilstermann Cooperativas       | 7       | 1983, 1984, 2011/12, 2013/14, 2014/15, 2016/17, 2021/22. | 3          | 2012/13, 2015/16, 2019.                   |
| Universitario de Potosí        | 3       | 1987, 2003, 2005.                                        | 7          | 1999, 2001, 2004, 2007, 2009, 2010, 2011. |
| Rosario Central                | 2       | 2015-16, 2021.                                           | 1          | 2018                                      |
| Atlético Nacional Emilio Alave | 1       | 2012/13.                                                 | 2          | 2011/12, 2013/14.                         |
| Ferrocarril Palmeiras          | 1       | 2018.                                                    | 1          | 2021                                      |
| Real SENAC                     | 0       | –                                                        | 2          | 1991, 1993.                               |
| Alianza Litoral                | 0       | –                                                        | 1          | 1995.                                     |
| Real Villazón                  | 0       | –                                                        | 1          | 1998.                                     |
| Primero de Mayo                | 0       | –                                                        | 1          | 2002.                                     |
| Interfi                        | 0       | –                                                        | 1          | 2014/15.                                  |
| Deportivo JUVA                 | 0       | –                                                        | 1          | 2021/22.                                  |

### Campeones consecutivos
| Tetracampeonatos | Tetracampeonatos | Tetracampeonatos        | Tetracampeonatos |
| Club             | Veces            | Años campeón            |                  |
| ---------------- | ---------------- | ----------------------- | ---------------- |
| Municipal        | 1                | 1998, 1999, 2000, 2001. |                  |

| Tricampeonatos  | Tricampeonatos | Tricampeonatos    | Tricampeonatos |
| Club            | Veces          | Años campeón      |                |
| --------------- | -------------- | ----------------- | -------------- |
| Real Potosí     | 1              | 1995, 1996, 1997. |                |
| Nacional Potosí | 1              | 2006, 2007, 2008. |                |

## Entrenadores campeones
| Año     | Entrenador            | Equipo.                  |
| ------- | --------------------- | ------------------------ |
| 2010    | Claudio Mir           | Nacional Potosí          |
| 2014/15 | Jesús Leal            | Wilstermann Cooperativas |
| 2015/16 | José Belzu            | Rosario Central          |
| 2016/17 | Luis Alberto Carbajal | Wilstermann Cooperativas |
| 2018    | David Villafuerte     | Ferrocarril Palmeiras    |
| 2022    | Ronald Villafuerte    | Wilstermann Cooperativas |
| 2023    | Cleibson Ferreira     | Real Potosí              |